# Sinonímia (taxonomia)
Sinónimia taxonómica refere um conjunto de procedimentos estabelecidos nos códigos de nomeclatura taxonómica para resolver no contexto da nomenclatura científica as situações em que um mesmo e único táxon tenha recebido duas ou mais denominações distintas, propostas por pesquisadores diferentes ou com uma circunscrição taxonómica diferente. Embora as regras sejam distintas consoante se aplique o Código Internacional de Nomenclatura Botânica (ICBN), o Código Internacional de Nomenclatura Zoológica (ICZN) ou o Código Internacional de Nomenclatura de Bactérias (ICNB), em geral a segunda denominação perde a sua validade devido à Lei da prioridade, permanecendo válida a primeira (desde que, tenha sido publicado após o ano de 1758 e que tenha seguido as leis da taxonomia aplicáveis), sendo as posteriores, então, citadas como sinónimo do táxon válido. Quando há alteração da circunscrição taxonómica, as anteriores designações feitas obsoletas pela alteração nomeclatural são em geral seguidas da expressão latina pro parte (ou p.p.), indicando que a correspondência será apenas parcial.
As mudanças de nome científico têm duas causas: podem ser taxonómicas ou nomenclaturais. Uma mudança de nome pode ser causada por mudanças na circunscrição, posição ou classificação de um táxon, representando uma mudança na visão taxonómica e científica (como seria o caso da mosca-das-frutas, mencionada acima). Uma mudança de nome pode ser devido a razões puramente nomenclaturais, ou seja, com base nas regras de nomenclatura, como por exemplo quando um nome antigo é (re)descoberto que tem prioridade sobre o atual nome. De um modo geral, as mudanças de nomes por motivos nomenclaturais têm-se tornado menos frequentes ao longo do tempo, pois as regras de nomenclatura permitem que os nomes sejam conservados de forma a promover a estabilidade dos nomes científicos.

## Descrição
Sem prejuízo de normas específicas constantes do código nomenclatural aplicável em função do enquadramento do táxon nos níveis taxonómicos mais elevados (os antigos reinos), as regras básicas de sinonímia taxonómica são as seguintes:
- Em nomenclatura botânica, um sinónimo é um nome científico que se aplica a um táxon que passou a ter um nome científico diferente.[4] Por exemplo, Carl Linnaeus foi o primeiro a dar um nome científico (sob o sistema de nomenclatura científica atualmente usado) ao abeto, a que atribuiu o binome Pinus abies. Este nome já não está em uso por alteração do género a que pertence a espécie, pelo que agora é sinónimo taxonómico do nome científico atual, Picea abies.
- Em nomenclatura zoológica, mover uma espécie de um género para outro resulta num binómio diferente, mas o nome é considerado uma combinação alternativa e não um sinónimo. O conceito de sinonímia em zoologia é reservado para dois nomes no mesmo nível que se referem a um táxon naquele nível. Por exemplo, o nome Papilio prorsa Linnaeus, 1758 é um sinónimo júnior de Papilio levana Linnaeus, 1758, sendo nomes para diferentes formas sazonais da espécie agora referida como Araschnia levana (Linnaeus, 1758), uma borboleta. No entanto, Araschnia levana não é sinónimo de Papilio levana no sentido taxonómico empregado pelo Código Zoológico.[5]
- O conceito tradicional de sinonímia é frequentemente expandido na literatura taxonómica para incluir sinónimos pro parte (ou "para parte"). Estes são causados por divisões, fusões e outras mudanças circunscricionais, sendo geralmente indicados pela abreviatura p.p..[6] Por exemplo, quando James Edgar Dandy descreveu Galium tricornutum, citou G. tricorne Stokes (1787) pro parte como sinónimo, mas excluiu explicitamente o holótipo (espécime) de G. tricorne da nova espécie G. tricornutum, tendo como consequência uma sinonímia parcial resultante da divisão de G. tricorne. Outro exemplo, a um nível taxonómico mais elevado, é a afirmação contida no resumo da classificação de plantas do Angiosperm Phylogeny Group quando afirma que a família Verbenaceae está muito reduzida em comparação com uma década ou mais atrás, e muitos géneros foram colocados em Lamiaceae, mas Avicennia, que já foi incluída em Verbenaceae foi movida para Acanthaceae. Assim, pode-se dizer que Verbenaceae pro parte é sinónimo de Acanthaceae, e Verbenaceae pro parte também é sinónimo de Lamiaceae. No entanto, esta terminologia é raramente usada porque é mais claro reservar o termo pro parte para situações que dividem um táxon que inclui o tipo de outro que não o inclui.[6]
- Os artigos científicos podem incluir listas de táxons, sinonimizando táxons existentes e (em alguns casos) listando as correspondentes referências. O status de um sinónimo pode ser indicado por símbolos, como, por exemplo, num sistema proposto para uso em paleontologia por Rudolf Richter. Nesse sistema, um v antes do ano indicaria que os autores inspecionaram o material original; a . que assumem a responsabilidade pelo ato de sinonimizar os táxons.[7]

Ao contrário de sinónimo em outros contextos, em taxonomia um sinónimo não é intercambiável com o nome do qual é um sinónimo. Na taxonomia, os sinónimos não são iguais, mas têm status diferentes. Para qualquer táxon com uma determinada circunscrição, posição e classificação, apenas um nome científico é considerado o correto num determinado momento (este nome correto deve ser determinado aplicando-se o código de nomenclatura específico em função do táxon). Um sinónimo não pode existir isoladamente: é sempre uma alternativa a um nome científico diferente. Dado que o nome correto de um táxon depende do ponto de vista taxonómico usado (resultando em uma determinada circunscrição, posição e classificação), um nome que é sinónimo para um taxonomista pode ser o nome correto para outro taxonomista (e vice-versa).
Sinónimos podem surgir sempre que o mesmo táxon é descrito e nomeado mais de uma vez, de forma independente. Os sinónimos também podem surgir quando os táxons existentes são alterados, como quando dois táxons são unidos para se tornar um, uma espécie é movida para um género diferente, uma variedade é movida para uma espécie diferente, ou qualquer alteração similar, incluindo as de circunscrição. Os sinónimos também surgem quando os códigos de nomenclatura mudam, de modo que nomes mais antigos não são mais aceitáveis; por exemplo, Erica herbacea L. foi rejeitado em favor de Erica carnea L. e é, portanto, seu sinónimo.

## Usos sectoriais
No uso geral de nomes científicos, em campos como agricultura, horticultura, ecologia ou ciência em geral, um sinónimo é um nome que foi usado anteriormente como o nome científico correto (em manuais e fontes semelhantes), mas que foi substituído por outro nome científico, que agora é considerado correto. Assim, o Oxford Dictionaries Online define os termos como «um nome taxonómico que tem a mesma aplicação que outro, especialmente um que foi substituído e já não é válido».
Em manuais e textos gerais, é útil ter sinónimos mencionados como tal após o nome científico atual, para evitar confusão. Por exemplo, se a tão anunciada mudança de nome for realizada e o nome científico da mosca-da-fruta for alterado para Sophophora melanogaster, seria muito útil se qualquer menção a esse nome fosse acompanhado por «(sin. Drosophila melanogaster)». Os sinónimos usados dessa maneira nem sempre respeitam as definições estritas do termo "sinónimo" nas regras formais de nomenclatura que regem os nomes científicos.

### Zoologia
Em nomenclatura zoológica, conforme codificado no Código Internacional de Nomenclatura Zoológica, são considerados sinónimos taxonómicos os diferentes nomes científicos do mesmo grau taxonómico que são aplicados a um mesmo táxon. Por exemplo, uma espécie em particular pode, ao longo do tempo, ter dois ou mais nomes específicos publicados, enquanto o mesmo é aplicável em níveis mais altos, como géneros, famílias, ordens, ou outro qualquer nível taxonómico. Em cada caso, o nome mais antigo publicado é designado por sinónimo sénior, enquanto os nomes posteriores são considerados sinónimos juniores. No caso de dois nomes para o mesmo táxon terem sido publicados simultaneamente, o nome válido é selecionado de acordo com o princípio do primeiro revisor de modo que, por exemplo, dos nomes Strix scandiaca e Strix noctua (Aves), ambos publicados por Carl Linnaeus no mesmo trabalho e, obviamente, na mesma data, para o táxon agora determinado como coruja-das-neves, o epíteto scandiaca foi selecionado como o nome válido, com noctua relegado para sinónimo júnior. Incidentalmente, esta espécie já foi reclassificada e atualmente reside no género Bubo, como Bubo scandiacus.
Um princípio básico da nomenclatura zoológica é que o primeiro nome publicado corretamente (e, portanto, considerado disponível), o sinónimo sénior, por padrão, tem precedência em direitos de nomeação e, portanto, a menos que outras restrições interfiram, deve ser usado para o táxon. No entanto, sinónimos juniores ainda são importantes para documentar, porque se o nome mais antigo não puder ser usado (por exemplo, porque a mesma grafia foi usada anteriormente para um nome estabelecido para outro táxon), então o próximo sinónimo júnior disponível deve ser usado para o táxon. Para outros fins, se um pesquisador estiver interessado em consultar ou compilar todas as informações atualmente conhecidas sobre um táxon, algumas delas (incluindo descrições de espécies, distribuição, ecologia e mais) podem ter sido publicadas sob nomes agora considerados desatualizados (ou seja, sinónimos) e, portanto, é novamente útil conhecer uma lista de sinónimos históricos que podem ter sido usados para um determinado nome de táxon atual (válido).
Consideram-se «sinónimos objetivos» os táxons com o mesmo tipo e a mesma classificação (mais ou menos o mesmo táxon, embora a circunscrição possa variar, mesmo amplamente). Podem ser táxons de grupos de espécies do mesmo nível e com o mesmo espécime-tipo, táxons de grupos de géneros do mesmo nível e com a mesma espécie tipo ou, se suas próprias espécies-tipo forem sinónimos objetivos, de táxons de grupos familiares com o mesmo tipo de género.
No caso de «sinónimos subjetivos», não há um tipo compartilhado pelo que a sinonímia está aberta a julgamento taxonómico, significando que não há espaço para debate: um pesquisador pode considerar que os dois (ou mais) tipos se referem a um mesmo táxon, outro pode considerá-los como pertencentes a táxons diferentes. Por exemplo, John Edward Gray publicou o nome Antilocapra anteflexa em 1855 para uma espécie de pronghorn (um antílope-americano), baseado num par de chifres. No entanto, agora é comumente considerado que o espécime era um indivíduo incomum da espécie Antilocapra americana publicado por George Ord em 1815. O nome de Ord, portanto, tem precedência, com Antilocapra anteflexa sendo um sinónimo júnior subjetivo.
Sinónimos objetivos são comuns na categoria de géneros porque, por várias razões, dois géneros podem conter o mesmo tipo de espécie; estes são sinónimos objetivos. Em muitos casos, os pesquisadores estabeleceram novos nomes genéricos porque achavam que isso era necessário ou não sabiam que outros já haviam estabelecido outro género para o mesmo grupo de espécies. Um exemplo é o género Pomatia Beck, 1837, que foi estabelecido para um grupo de caracóis terrestres contendo como espécie-tipo o caracol-romano Helix pomatia, uma vez que Helix pomatia já era a espécie tipo para o género Helix Linnaeus, 1758, o género Pomatia era um sinónimo objetivo (e inútil). Na mesma ocasião, Helix também é sinónimo de Pomatia, mas é mais antigo e por isso tem precedência.
No nível da espécie, os sinónimos subjetivos são comuns por causa de uma gama inesperadamente grande de variação morfológica numa espécie, ou a simples ignorância sobre uma descrição anterior, pode levar um biólogo a descrever um espécime recém-descoberto como uma nova espécie. Um motivo comum para sinónimos objetivos nesse nível é a criação de um nome substituto.
Um sinónimo júnior pode ter precedência sobre um sinónimo sénior, principalmente quando o nome sénior não é usado desde 1899 e o nome júnior está em uso comum. O nome antigo pode ser declarado como nomen oblitum, e o nome júnior declarado como nomen protectum. Esta regra existe principalmente para evitar a confusão que resultaria se um nome bem conhecido, acompanhado de um grande corpo de literatura, fosse substituído por um nome completamente desconhecido. Um exemplo é o caracol terrestre europeu Petasina edentula (Draparnaud, 1805). Em 2002, os pesquisadores descobriram que um nome mais antigo Helix depilata Draparnaud, 1801 se referia à mesma espécie, mas esse nome nunca havia sido usado depois de 1899 e foi fixado como um nomen oblitum sob esta regra por Falkner et al. 2002.
Tal reversão de precedência também é possível se o sinónimo sénior foi estabelecido depois de 1900, mas somente se a Comissão Internacional de Nomenclatura Zoológica (ICZN) aprovar um pedido (aqui o «C» em ICZN significa «Comissão», não «Código», pois os dois estão relacionados, com apenas uma palavra de diferença entre os nomes). Por exemplo, o nome científico da formiga Solenopsis invicta foi publicado por William F. Buren em 1972, que não sabia que esta espécie fora nomeada pela primeira vez como Solenopsis saevissima wagneri por Felix Santschi em 1916. Como existem milhares de publicações usando o nome invicta antes que alguém descobrisse a sinonímia, o ICZN, em 2001, decidiu que invicta teria precedência sobre wagneri.
Para se qualificar como sinónimo em zoologia, um nome deve ser devidamente publicado de acordo com as regras. Nomes manuscritos e nomes que foram mencionados sem qualquer descrição (nomina nuda) não são considerados sinónimos na nomenclatura zoológica.

### Botânica
Em nomenclatura botânica, um sinónimo é um nome que não é correto para a circunscrição, posição e classificação do táxon conforme considerado na publicação botânica específica. É sempre «um sinónimo do nome científico correto», mas qual nome está correto depende da opinião taxonómica do autor. Em botânica, os vários tipos de sinónimos são:
- Sinónimos homotípicos, ou nomenclaturais, (às vezes indicados por ≡) têm o mesmo tipo (espécime) e a mesma classificação taxonómica. O nome lineano Pinus abies L. tem o mesmo tipo que Picea abies (L.) H.Karst. Quando Picea é considerado o género correto para esta espécie (há um consenso quase total sobre isso), Pinus abies é um sinónimo homotípico de Picea abies. Porém, se a espécie fosse considerada pertencente a Pinus (agora improvável) a relação seria inversa e Picea abies seria um sinónimo homotípico de Pinus abies. Um sinónimo homotípico não precisa compartilhar um epíteto ou nome com o nome correto, sendo que o que importa é que compartilhe o tipo. Por exemplo, o nome Taraxacum officinale para uma espécie de dente-de-leão tem o mesmo tipo que Leontodon taraxacum L. Este último é um sinónimo homotípico de Taraxacum officinale F.H.Wigg.
- Sinónimos heterotípicos, ou taxonômicos (às vezes indicados por =), têm tipos diferentes. Alguns botânicos dividem o dente-de-leão-comum em muitas espécies bastante restritas. O nome de cada uma dessas espécies tem seu próprio tipo. Quando o dente-de-leão-comum é considerado como incluindo todas essas espécies restritas, os nomes de todas essas espécies são sinónimos heterotípicos de Taraxacum officinale F.H.Wigg. Reduzir um táxon a um sinónimo heterotípico é denominado "afundar na sinonímia" ou colocar "como sinónimo".

Em botânica, embora um sinónimo deva ser um nome científico formalmente válido (um nome validamente publicado), uma lista de "sinónimos", uma "sinonímia", geralmente contém designações que, por algum motivo, não o tornaram um nome formal, como nomes de manuscritos ou mesmo erros de identificação (embora agora seja prática comum listar erros de identificação separadamente)..

### Comparação entre zoologia e botânica
Embora os princípios básicos sejam semelhantes, o tratamento de sinónimos na nomenclatura botânica difere em detalhes e terminologia da nomenclatura zoológica, onde o nome correto é incluído entre os sinónimos, embora, como o primeiro entre iguais, seja o "sinónimo sénior":
- Sinónimos em botânica são equivalentes a "sinónimos juniores" em zoologia.
- Os sinónimos homotípicos ou nomenclaturais em botânica equivalem a "sinónimos objetivos" em zoologia.
- Os sinónimos heterotípicos ou taxonómicos em botânica equivalem a "sinónimos subjetivos" em zoologia.
- Se o nome de uma espécie muda apenas devido à sua atribuição a um novo género ("novas combinações"), em botânica isso é considerado como criando um sinónimo no caso da combinação original ou anterior, mas não em zoologia (onde a unidade nomenclatural fundamental é considerada como o epíteto da espécie, não o binómio, e isso geralmente não muda). No entanto, no uso popular, combinações anteriores ou alternativas ou não atuais são frequentemente listadas como sinónimos em zoologia e também em botânica.